# A23a

Курс A23a, нанесённый на карту «Обсерваторией Земли НАСА»

A23a — крупный столообразный айсберг, отколовшийся от шельфового ледника Фильхнера в 1986 году. На август 2024 года является крупнейшим айсбергом в мире. Также входит в число старейших айсбергов планеты. Более трёх десятилетий A23a оставался сцепленным с морским дном в центральной части моря Уэдделла, но в 2020 году началось его движение. Ранее по размерам его временно превосходил айсберг A-76.
Площадь A23a на ноябрь — декабрь 2023 года составляла 3900 км² (по другим данным, примерно 4170 км²); таким образом, A23a превосходит по этому показателю город Нью-Йорк втрое. Толщина айсберга — около 400 м, а вес составляет почти триллион тонн. В августе 2024 года площадь айсберга оценивали в 4366 км².
На айсберге находилась советская исследовательская база «Дружная-1», пока он не откололся. Впоследствии, в 1987 году, была начата спасательная операция, в результате которой базу перенесли и переименовали в «Дружную-3».

## Движение в 2023 году

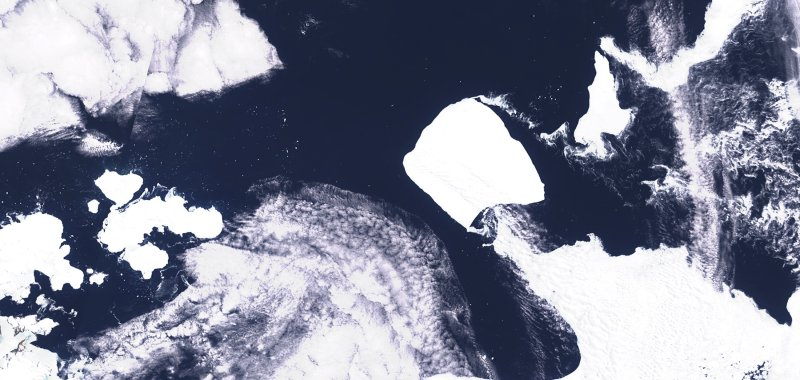
Айсберг а23 в открытых водах Южного океана в 2023 году

В июле 2023 года ААНИИ сообщал, что с начала антарктической зимы A23a движется в море Уэдделла вдоль берегов Антарктиды, причём скорость айсберга превышает 150 км в месяц.
В ноябре 2023 года было замечено, что A23a оторвался от дна и проходит мимо северной оконечности Антарктического полуострова, направляясь в сторону Южного океана. В середине месяца айсберг вынесло на чистую воду в Южном океане. 1 декабря 2023 года британское полярное исследовательское судно RRS Sir David Attenborough заметило айсберг у оконечности Антарктического полуострова. При скорости 10 узлов (около 18,5 км/ч) судну потребовалось несколько часов, чтобы пройти вдоль двух сторон айсберга. Ожидается, что при таянии айсберг выделит значительное количество минеральной пыли, поэтому корабль взял пробы воды по его периметру.
По словам учёных Эллы Гилберт и Оливера Марша из Антарктической службы Великобритании, начало движения A23a, вероятно, связано с уменьшением размеров айсберга, которое привело к потере сцепления с морским дном в рамках естественного цикла роста шельфового ледника. По оценке Марша, ввиду своих размеров айсберг может продержаться в Южном океане довольно долгое время, несмотря на то, что там гораздо теплее, а также продвинуться дальше в сторону Южно-Африканской Республики и нарушить судоходство.
Основываясь на статистике маршрутов айсбергов, специалисты Центра ледовой и гидрометеорологической информации российского ААНИИ полагают, что айсберг в период до конца 2023 года войдёт в море Скоша, где вскоре растает, либо застрянет в море Уэдделла и будет дрейфовать ещё несколько лет.

## Движение в 2024 году
14 января 2024 года дрон под управлением оператора Eyos Expeditions Ричарда Сайди и руководителя экспедиции Иэна Страчана заснял эффектные арки, образованные под действием волн на айсберге A23a. Видео было опубликовано BBC и CNN.
В начале апреля 2024 года айсберг вошёл в Антарктическое циркумполярное течение (АЦТ), но прекратил движение, поскольку оказался захвачен вихрем Тейлора. Это было подтверждено в августе 2024 года, когда айсберг находился над подводной возвышенностью банка Пири, вращаясь против часовой стрелки примерно на 15 градусов в день, неподалёку от Южных Оркнейских островов. Вращение происходит примерно в 600 км от Антарктического полуострова. Оно замедлило разрушение A23a, однако ожидается, что в конечном итоге тёплые воды АЦТ разрушат айсберг.
В декабре айсберг продолжил движение на север по Антарктическому циркумполярному течению. Всего за 2024 год он преодолел около 1400 км.

## Движение в 2025 году

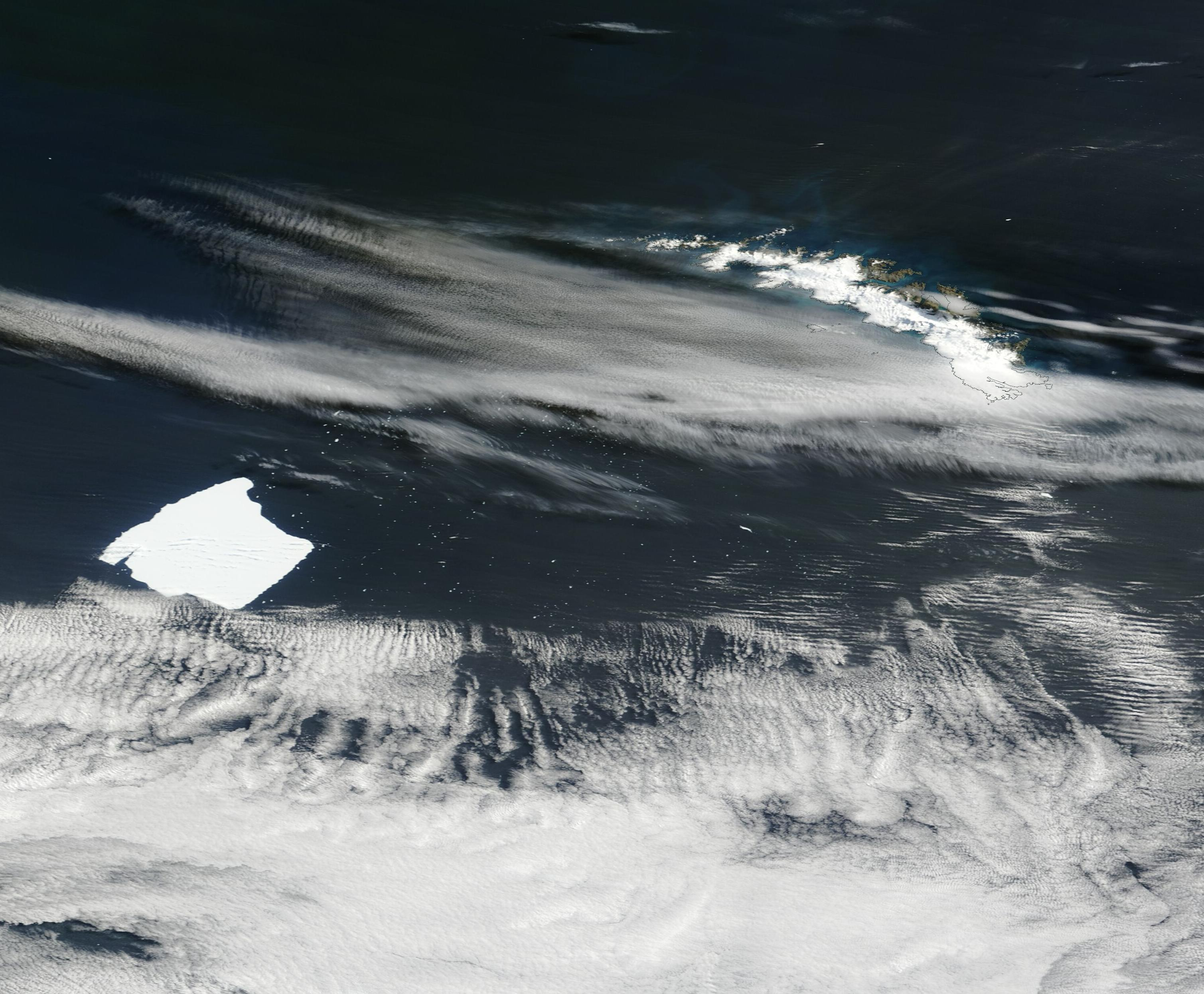
Айсберг A23a приближается к Южной Георгии. 20 февраля 2025

В конце января 2025 года А23а дрейфовал в море Скоша в Южной Атлантике на расстоянии 300—340 км от острова Южная Георгия. 31 января от него откололась глыба льда площадью около 80 км² (2 % айсберга). Со времени выхода А23а в чистую воду в ноября 2023 года его площадь сократилась уже почти на 11 %.
В начале марта А23а сел на мель в 80 км от острова Южная Георгия и сохранял свое местоположение до конца мая. За первые дни июня под воздействием океанических течений айсберг сместился на 60 км в восточном направлении и оказался в 74 км от необитаемого острова Анненкова. В течение трех месяцев, пока айсберг находился на мели, его площадь сократилась на 7% и составила на начало июня 2730 кв. км, что сравнимо с площадью Москвы.
К 22 июля площадь поверхности айсберга уменьшилась до 2510 квадратных километров, что сопоставимо с территорией Люксембурга. От A-23A откололось множество осколков. Крупнейшие из них получили обозначения A-23D и A-23E, их площадь составляет соответственно 159 и 73 квадратных километра.